# Drobnička
Drobnička (Wolffia) je rod jednoděložných rostlin z čeledi árónovité (Araceae). Starší systémy ji řadí do samostatné čeledi okřehkovité (Lemnaceae).

## Popis
Jedná se o extrémně redukované vodní rostliny, které jsou volně plovoucí na hladině, patří k nejvíce redukovaným vyšším rostlinám. Jsou jednoleté, jednodomé s jednopohlavnými květy. Celá lodyha má „stélkovitý tvar“, „stélka“ je drobná, okrouhlá, široce vejčitá či podlouhlá. Listy zcela chybí, kořeny chybí také. Někteří autoři však považují „stélku“ za list. Často převažuje vegetativní rozmnožování nad pohlavním a rostliny vytvářejí rozsáhlé kolonie, některé druhy kvetou jen velmi vzácně. Květy jsou v redukovaných chudokvětých květenstvích obsahujících většinou 2-3 květy, toulcovitý membránovitý listen chybí. Květenství je umístěno v dutině na horní straně „lístku“. Jedná se o nejmenší známé květy. Okvětí chybí. Samčí květ je v květenství většinou 1 a je redukovaný na 1 tyčinku. Samičí květy je také jeden (některé zdroje však udávají 2 samičí květy) a je redukován na gyneceum, které je zdánlivě složené z 1 plodolistu, zdánlivě monomerické (snad by mohlo být interpretováno jako pseudomonomerické), semeník je svrchní. Plod je suchý, nepukavý měchýřek, obsahující 1 semeno.

## Lidské využití
Tato drobná rostlina je výživná potravina. Její zelenou část tvoří přibližně z 40 % bílkoviny v suché hmotnosti, turion obsahuje asi 40 % škrobu. Obsahuje mnoho aminokyselin důležitých pro lidskou výživu, relativně velké množství dietních minerálů a stopových prvků, jako je vápník, hořčík a zinek a vitamín B12. Dlouho se používá jako levný zdroj potravy v Myanmaru, Laosu a Thajsku, kde je známá jako khai-nam ("vodní vejce"). V akvaristice je drobnička bezkořenná pro svoji oblíbenost u některých drobnějších druhů akvarijních ryb využívána jako doplňkové krmivo pro zpestření jídelníčku. Vyhledává ji a ochotně přijímá například razbora klínoskvrnná.

## Rozšíření ve světě
Je známo asi 11 druhů, které jsou rozšířeny skoro po celém světě, snad kromě Arktidy a Antarktidy.

### Rozšíření v Česku
V Česku i v celé Evropě roste jen 1 druh, a to drobnička bezkořenná (Wolffia arrhiza). V Česku to je velmi vzácný a kriticky ohrožený druh (C1). Vyskytuje se zejména na Břeclavsku.

## Druhy
- Wolffia arrhiza (L.) Horkel ex Wimmer – většina světa kromě chladných oblastí, místy však adventivně
- Wolffia borealis (Engelmann) Landolt – Severní Amerika
- Wolffia brasiliensis Weddell – Severní Amerika, Střední Amerika, Jižní Amerika
- Wolffia columbiana H. Karsten – Severní Amerika, Střední Amerika, Jižní Amerika
- Wolffia globosa (Roxburgh) Hartog & Plas - – Severní Amerika, Střední Amerika, Jižní Amerika, východní Asie, adventivně možná i jinde
- a další